# Savang Vadhana
Ne doit pas être confondu avec Savang Vatthana.
Savang Vadhana, née le 10 septembre 1862 à Bangkok et morte le 17 décembre 1955 à Bangkok, est une princesse du royaume de Thaïlande, demi-sœur et épouse du roi Rama V (Chulalongkorn). Son nom officiel est Somdech Phra Sri Savarindira Boromma Raja Devi (สมเด็จพระศรีสวรินทิราบรมราชเทวี). Elle est la grand-mère paternelle des rois Rama VIII et Rama IX (sous le règne duquel elle meurt) et par conséquent l'arrière-grand-mère de l'actuel roi Rama X.

## Galerie

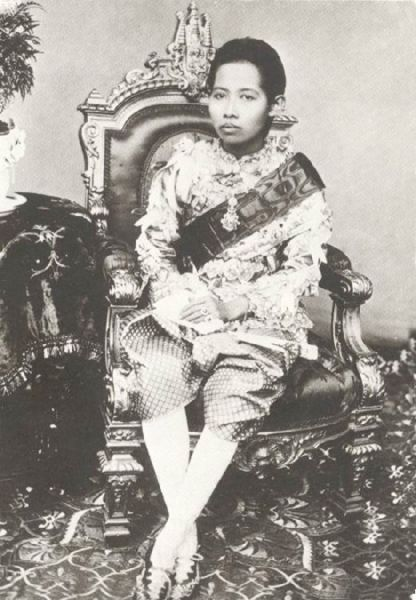